# 666恐惧症
666恐惧症是一种數字文化的恐惧症，不過這種恐懼症不是精神疾病，而是迷信。這恐懼症源于《圣经·启示录》13章18節，表明666是个獸名數目，与撒旦或反基督有关。

## 事例
南希·里根和罗纳德·里根，在1979年，当他们的家搬到洛杉矶时，他们将住址圣云路666号改为圣云路668号。
有些妇女也表达了对2006年6月6日生孩子的担心。
666恐惧症的另一个例子来自荷兰的基督教组织（“复兴基金”）。他们的歌本在2007年5月就已经达到666首，他们决定跳过第666首，“因为数目的敏感性。”他们跳过这个数字的另一个原因是，这将是这一年的最后一首歌：在圣灵降临节他们要发布新的歌本，第666首歌曲将在他们的歌本的第一页。因此，降临节歌本从第665首直接到了第667首。基督教的批评者形容这是一个迷信的行为。
CPU製造商英特爾於1999年推出核心時脈速度為666.666MHz的奔騰III時，他們命名為「Pentium III 667」，而不按照慣例叫666：時脈速度為66.666MHz的叫「486-66」、466.666MHz叫「Celeron 466」、866.666MHz叫「Pentium III 866」。又如美國的「666高速公路」因為名字與「魔鬼數字」相同，最終難逃改名的命運。
有谷歌地图用户在使用测量距离的功能时发现佐治亚引导石距离联合国总部刚好约等于666英里，而该石碑上的内容宣称要控制地球人口在五亿以内，因此被认为是出于反人类的邪恶动机。